# Simning vid världsmästerskapen i simsport 2024 – Damernas 4 × 200 meter frisim
Damernas 4 × 200 meter frisim vid världsmästerskapen i simsport 2024 avgjordes den 15 februari 2024 i Aspire Dome i Doha i Qatar.
Guldet togs av Kinas kapplag på tiden 7 minuter och 47,26 sekunder. Silvret togs av Storbritannien och bronset togs av Australien.

## Rekord
Inför tävlingens start fanns följande världs- och mästerskapsrekord:
|                   | Nation     | Tid     | Ort            | Datum        |
| ----------------- | ---------- | ------- | -------------- | ------------ |
| Världsrekord      | Australien | 7.37,50 | Fukuoka, Japan | 27 juli 2023 |
| Mästerskapsrekord | Australien | 7.37,50 | Fukuoka, Japan | 27 juli 2023 |

## Resultat

### Försöksheat
Försöksheaten startade klockan 10:44.
| Placering | Heat | Bana | Nation         | Simmare | Tid     | Noteringar |
| --------- | ---- | ---- | -------------- | --- | ------- | ---------- |
| 1         | 2    | 5    | Kina           | Yang Peiqi (1.57,57) Ma Yonghui (1.59,18) Gong Zhenqi (1.59,01) Li Bingjie (1.58,62)                                 | 7.54,38 | 0Q0        |
| 2         | 1    | 2    | Nya Zeeland    | Eve Thomas (1.59,07) Erika Fairweather (1.56,16) Summer Osborne (2.02,11) Laticia Transom (1.57,63)                  | 7.54,97 | 0Q0        |
| 3         | 2    | 3    | Kanada         | Emma O'Croinin (1.59,08) Sienna Angove (1.58,26) Katerine Savard (1.59,60) Ella Jansen (1.59,13)                     | 7.56,07 | 0Q0        |
| 4         | 1    | 6    | Brasilien      | Stephanie Balduccini (1.59,90) Gabrielle Roncatto (1.59,00) Aline Rodrigues (1.59,50) Maria Fernanda Costa (1.58,72) | 7.57,12 | 0Q0        |
| 5         | 2    | 6    | Ungern         | Minna Ábrahám (2.00,08) Dóra Molnár (1.59,78) Ajna Késely (1.59,70) Nikolett Pádár (1.57,90)                         | 7.57,46 | 0Q0        |
| 6         | 1    | 5    | Storbritannien | Freya Colbert (1.59,89) Abbie Wood (1.58,40) Lucy Hope (2.00,37) Medi Harris (1.59,52)                               | 7.58,18 | 0Q0        |
| 7         | 2    | 4    | Australien     | Kiah Melverton (1.59,54) Abbey Harkin (1.59,97) Jaclyn Barclay (2.01,95) Brianna Throssell (1.56,73)                 | 7.58,19 | 0Q0        |
| 8         | 1    | 3    | Nederländerna  | Imani de Jong (2.00,58) Yara van Kalmthout (2.01,75) Silke Holkenborg (2.01,32) Marrit Steenbergen (1.54,98)         | 7.58,63 | 0Q0        |
| 9         | 2    | 2    | Frankrike      | Lucile Tessariol (1.59,22) Assia Touati (2.00,03) Océane Carnez (1.59,66) Giulia Rossi-Bene (2.00,36)                | 7.59,27 |            |
| 10        | 1    | 7    | Italien        | Sofia Morini (1.59,33) Giulia Ramatelli (2.00,30) Emma Menicci (2.00,65) Giulia D'Innocenzo (1.59,91)                | 8.00,19 |            |
| 11        | 1    | 4    | USA            | Addison Sauickie (1.59,39) Kayla Han (1.59,79) Kate Hurst (2.00,38) Rachel Klinker (2.02,41)                         | 8.01,97 |            |
| 12        | 1    | 8    | Turkiet        | Ela Naz Özdemir (2.00,52) Gizem Güvenç (2.01,04) Merve Tuncel (2.02,26) Ecem Dönmez (2.01,39)                        | 8.05,21 |            |
| 13        | 1    | 1    | Österrike      | Iris Julia Berger (2.00,64) Marlene Kahler (2.01,51) Lena Opatril (2.02,97) Lena Kreundl (2.00,88)                   | 8.06,00 |            |
| 14        | 2    | 7    | Sydkorea       | Han Da-kyung (2.02,01) Hur Yeon-kyung (2.00,08) Kim Seo-yeong (1.59,42) Park Su-jin (2.04,89)                        | 8.06,40 |            |
| 15        | 2    | 8    | Belgien        | Valentine Dumont (1.58,43) Camille Henveaux (2.01,32) Lucie Hanquet (2.04,03) Lotte Vanhauwaert (2.02,78)            | 8.06,56 |            |
| 16        | 2    | 9    | Slovenien      | Janja Šegel (1.59,30) Katja Fain (2.02,49) Neža Klančar (2.03,75) Hana Sekuti (2.03,78)                              | 8.09,32 |            |
| 17        | 1    | 0    | Grekland       | Artemis Vasilaki (2.02,50) Zacharoula Kalogeri (2.02,74) Maria Zafeiratou (2.04,04) Anastasia Boutou (2.04,31)       | 8.13,59 | 0NR0       |
| 18        | 2    | 1    | Hongkong       | Gilaine Ma (2.06,52) Li Sum Yiu (2.12,82) Nip Tsz Yin (2.10,66) Mok Sze Ki (2.07,41)                                 | 8.37,41 |            |
|           | 2    | 0    | Filippinerna   | | 0DNS0   |            |

### Final
Finalen startade klockan 20:45.
| Placering | Bana | Nation         | Simmare | Tid     | Noteringar |
| --------- | ---- | -------------- | --- | ------- | ---------- |
| 1         | 4    | Kina           | Ai Yanhan (1.57,65) Gong Zhenqi (1.58,84) Li Bingjie (1.54,59) Yang Peiqi (1.56,18)                                  | 7.47,26 |            |
| 2         | 7    | Storbritannien | Freya Colbert (1.57,14) Abbie Wood (1.56,65) Lucy Hope (1.58,71) Medi Harris (1.58,40)                               | 7.50,90 |            |
| 3         | 1    | Australien     | Brianna Throssell (1.56,87) Shayna Jack (1.57,61) Abbey Harkin (1.58,92) Kiah Melverton (1.58,01)                    | 7.51,41 |            |
| 4         | 6    | Brasilien      | Maria Fernanda Costa (1.57,30) Stephanie Balduccini (1.57,64) Aline Rodrigues (1.59,73) Gabrielle Roncatto (1.58,04) | 7.52,71 | 0AR0       |
| 5         | 5    | Nya Zeeland    | Erika Fairweather (1.56,37) Laticia Transom (1.58,41) Eve Thomas (1.58,65) Caitlin Deans (1.59,59)                   | 7.53,02 |            |
| 6         | 3    | Kanada         | Rebecca Smith (1.58,70) Emma O'Croinin (1.58,83) Sienna Angove (1.58,59) Taylor Ruck (1.59,59)                       | 7.55,71 |            |
| 7         | 8    | Nederländerna  | Imani de Jong (2.00,56) Silke Holkenborg (2.00,95) Marrit Steenbergen (1.54,89) Janna van Kooten (1.59,44)           | 7.55,84 |            |
| 8         | 2    | Ungern         | Nikolett Pádár (1.57,06) Minna Ábrahám (2.00,51) Dóra Molnár (1.59,21) Ajna Késely (1.59,80)                         | 7.56,58 |            |